# Samuel Arnold (musicista)
Samuel Arnold (Londra, 10 agosto 1740 – Londra, 22 ottobre 1802) è stato un compositore, organista e musicologo inglese.

## Biografia
Arnold nacque a Londra da Thomas Arnold e da una donna che si dice sia stata la principessa Amelia. Già cantore della Free Chapel of the Household (la cappella reale) nella fanciullezza, si dedicò intensamente alla composizione (opere liriche, pantomime, pasticci) dal 1765 circa. Qualche anno più tardi divenne direttore musicale dei Marylebone Gardens, per i quali scrisse la maggior parte della sua musica popolare. Nel 1777 iniziò a lavorare per George Colman il vecchio al Little Theatre di Haymarket. Nel 1783 divenne organista della Cappella Reale. Nel 1793 divenne organista dell'Abbazia di Westminster, dove fu poi sepolto. 
Samuel Arnold svolse anche l'attività di musicologo e intraprese, fra l'altro, senza poterla portare a compimento, l'edizione delle opere di Händel. Questo lavoro, in 180 parti, è stato comunque il più imponente fino alla Händel-Gesellschaft della metà del XIX secolo.
Il figlio Samuel James (1774-1852) fu commediografo e direttore teatrale, scrisse alcuni libretti musicati poi dal padre e fondò la English Opera House.

## Opere (selezione)
- La fanciulla del mulino, opera comica in 3 atti (The Maid of the Mill) (1765 al Royal Opera House, Covent Garden di Londra)
- Abimelech (1768)
- Il figliuol prodigo (The Prodigal Son) (1773)
- The Baron Kinkvervankotsdorsprakingatchdern (1781)
- The Castle of Andalusia (1782)
- Two to One (1784)
- Turk and No Turk (1785)
- Inkle and Yarico (1787)